# (1399) Teneriffa
(1399) Teneriffa – planetoida z pasa głównego asteroid okrążająca Słońce w ciągu 3 lat i 110 dni w średniej odległości 2,22 au. Została odkryta 23 sierpnia 1936 roku w Landessternwarte Heidelberg-Königstuhl w Heidelbergu przez Karla Reinmutha. Nazwa planetoidy pochodzi od Teneryfy, największej wyspy Wysp Kanaryjskich. Przed nadaniem nazwy planetoida nosiła oznaczenie tymczasowe (1399) 1936 QY.